# Sandra Izbașa
Sandra Raluca Izbașa, née le 18 juin 1990 à Bucarest, est une gymnaste roumaine.
Elle est membre de l'équipe de Roumanie depuis 2002. Ses points forts sont le sol et le saut de cheval.
Aux Jeux olympiques de Pékin de 2008, elle gagne la médaille d'or sur l'épreuve du sol ; puis celle de saut de cheval aux jeux olympiques de Londres en 2012.

## Palmarès

### Jeux olympiques
- Pékin 2008
  -  médaille d'or au concours au sol
  -  médaille de bronze par équipes

- Londres 2012
  -  médaille de bronze au concours par équipes
  -  médaille d'or au saut de cheval
  - 5e au concours général individuel
  - 8e au sol

### Championnats du monde
- Aarhus 2006
  -  médaille d'argent à la poutre
  -  médaille de bronze au concours général individuel

- Stuttgart 2007
  -  médaille de bronze par équipes

- Rotterdam 2010
  - 4e au concours par équipes

### Championnats d'Europe
- Volos 2006
  -  médaille d'or au sol
  -  médaille d'argent par équipes
  -  médaille de bronze à la poutre

- Amsterdam 2007
  -  médaille d'argent au concours général individuel
  -  médaille d'argent à la poutre

- Clermont-Ferrand 2008
  -  médaille d'or par équipes
  -  médaille d'or au sol
  -  médaille d'argent à la poutre

- Milan 2009
  - 7e au sol

- Berlin 2011
  -  médaille d'or au saut de cheval
  -  médaille d'or au sol

- Bruxelles 2012
  -  médaille d'or par équipes
  -  médaille d'or au saut de cheval

## Autres compétitions
- 32e Tournoi des Maîtres 2006
  -  médaille d'or au sol